# Sammanslagningen av ts-ch
Sammanslagningen av ts-ch innebär sammanslagningen mellan den ljudlösa alveolara frikativan och den ljudlösa postalveolara frikativan inom fonologin.
I ryska innebär det sammanslagningen av konsonanterna tje och tse. Om ljudet går mot tse, kallas förändringen tsokanie (цоканье); om det går mot tje, kallas det tjokanie (чоканье).